# 박준원 선생 묘 및 신도비
박준원 선생묘 및 신도비는 대한민국 경기도 여주시 가업동에 있다. 1986년 4월 10일 여주시의 향토유적 제9호로 지정되었다.

## 개요
박준원(1739~1807)은 순조대의 외척(外戚)으로 본관은 반남, 자는 평숙(平叔), 호는 금석(錦石)이다. 공조판서를 역임한 박사석(朴師錫)의 아들이며 지암(止菴) 김양행(金亮行, ?~1779)의 문인이다. 정조의 후궁으로 들어간 딸이 수빈 박씨(綏嬪 朴氏)가 되어 1790년(정조 14) 훗날의 순조를 생산하자 호조참의에 임명되었다. 이어 각조의 판서를 거쳐 총융사(摠戎使), 금위대장(禁衛大將) 등의 주요 요직을 역임한 후 판돈령부사(判敦寧府事)에 이르렀다. 시호는 충헌(忠獻)이다.